# Battaglia di Glen Shiel
La battaglia di Glen Shiel è stato uno scontro armato che si inserisce nel periodo di ribellione giacobita. Avvenne il 10 giugno 1719 e vi presero parte le truppe del re di Gran Bretagna Giorgio I Hannover, e quelle scozzesi fedeli a Giacomo Francesco Edoardo Stuart, figlio di Giacomo II, ultimo re cattolico d'Inghilterra. A supporto delle truppe giacobite, il re di Spagna Filippo V di Borbone inviò un contingente di uomini armati.
Le truppe inglesi intercettarono i ribelli e gli spagnoli che stavano marciando verso Londra sulle Highlands: qui avvenne il combattimento, che si risolse con la resa degli spagnoli e la fuga degli scozzesi. Fu l'ultima volta che truppe non inglesi combatterono sul suolo inglese.